# コヒマ
コヒマ（英語: Kohima、ヒンディー語: कोहिमा）は、インド北東部のミャンマーとの国境地帯にあるナガランド州の州都である。人口8万人（2001年）。ナガランド州のコヒマ県に位置し、ディマプル、モコクチュンとともにナガランド州で市の地位を持つ三つの町のひとつである。主にインド北東部やミャンマーから来たモンゴロイド系ナガ族のアンガミ・ナガ部族が多く住む。日本では、インド国道39号線は「白骨街道」の名で知られている。

## 歴史

### イギリスの統治
19世紀前半はビルマの侵入を受けたこともあったが、イギリス軍のビルマ軍撃退とアッサム地方制圧に伴い、イギリス支配下になった。ナガ人は部族同士の争いが多く、捕虜らに対する首狩りの習慣もあったが、イギリス人による禁止と宣教師によるキリスト教布教によって収束した。現在はキリスト教が受け入れられているがアニミズムの信仰も残っている。

### インパール作戦
1944年、第二次世界大戦中に、日本軍によるインパール作戦の一環として南に位置するインパールと同時にコヒマにも進撃し、実際に佐藤幸徳陸軍中将率いる日本軍第31師団はコヒマを制圧した。しかし連合軍の抵抗は頑強であり、その上連合軍の強力な反撃でインパール方面が瓦解し無残な状態となり、佐藤中将はあくまでコヒマに留まれという牟田口廉也陸軍中将の命令に反発し、独断でビルマ方面に撤退している。このインパール作戦が東南アジア戦線の転換点となり、アウンサン率いるビルマ軍の反乱を呼ぶなどこの方面での日本軍の優位は失われた。コヒマでの白兵戦では双方が大きな被害を出し、日本軍はインドの平野部に入るための重要な高地を制圧できなかった。テニスコートの戦いで知られるコヒマの激戦地「ギャリソン・ヒル」の斜面には現在、これらの戦いで命を落としたイギリス連邦出身者など連合軍兵士の大きな墓地がある。

## 民族
コヒマの主な先住民族はアンガミ・ナガ部族、レングマ・ナガ部族といったナガ族を構成する部族である。コヒマの市街地は高い尾根の上に位置し、典型的なナガ族の居住地同様、コヒマも周囲の山の尾根筋に沿って山上に市街地を延ばしている。現在ではナガランド各地からの移住で、市街地にはナガ族23部族の全てが住んでいるが、多数派は元から住んでいたアンガミ部族と、近隣のロタ・ナガ部族、早くに近代文明を得たアオ・ナガ部族部族である。

## 語源
コヒマーの語源は、山腹に育つ植物の名前である「Kew Hi」から来る。「Kew Hi Ma」となれば、「Kew Hi の花が咲く地」となる。「Ma」はコヒマー県の土着民族のアンガミ語で「場所、土地」。初期にはコヒマは「Thigoma（ティゴマ）」という名でも知られていた。

## 都市圏
コヒマ市の外にあるコヒマ・ビレッジは、今日のコヒマ都市圏（グレーター・コヒマ）の北東部を構成する部分で、アジア最大の村落とも言われ「Bara Basti（バラ・バスティ、大きな村）」とも呼ばれている。グレーター・コヒマは、コヒマ市、コヒマ・ビレッジ、ジョトソマ (Jotsoma) にあるコヒマ科学大学地区をあわせたもので、9万3千人の人口を抱え、ディマプル都市圏に次いでナガランド第二位の都市圏である。コヒマにはナガ人の文化や遺産、歴史を展示するナガランド州立博物館があり、門柱、彫刻、柱、宝飾などの文化遺産を所蔵している。また儀式に使われたドラムや、インド北東部の山地に住む鳥や動物も展示されている。